# Boldly Going Nowhere
Boldly Going Nowhere était un projet pour une série télévisée américaine créée par Charlie Day, Glenn Howerton et Rob McElhenney prévue pour la saison 2010-2011 sur le réseau FOX. Le 15 mai 2011, le producteur Howerton a écrit sur son compte Twitter que le projet a été mis de côté pour l'instant.

## Synopsis
Boldly Going Nowhere suit les aventures de l'équipage d'un vaisseau spatial.

## Distribution
- Tony Hale : Robot[1]
- Ben Koldyke (en) : Capitaine Ron Teague
- David Hornsby (en) : Lieutenant Lance Grigsby
- Chad L. Coleman : Cobalt
- Lennon Parham (en) : Joyce

## Commentaires
L'idée originale vient d'Adam Stein, un des scénaristes assistant de Philadelphia et même s'il partagera le titre de créateur avec les trois compères, ces derniers seront à l'origine de l'écriture.

### Développement
Le pilote a été tourné en octobre 2008 à Los Angeles et la Fox a commandé cinq épisodes supplémentaires.
Selon The Hollywood Reporter, la FOX a décidé de repousser la date de première estimant que le pilote avait besoin d'être retravaillé.